# Kaesŏng
Kaesŏng (Koreaans: 개성시) is een stad in de provincie Noord-Hwanghae in Noord-Korea. Tijdens de Goryeo-dynastie (935-1392) was de stad de hoofdstad van Korea. De stad ligt dicht bij de gedemilitariseerde zone tussen Noord- en Zuid-Korea en is de enige stad die als gevolg van de Koreaanse Oorlog in handen is gekomen van Noord-Korea. 
Kaesŏng is populair onder buitenlandse bezoekers vanwege de vele historische bouwwerken uit het Goryeo-tijdperk. Ook bevindt zich er sinds december 2004 een industrieterrein dat gezamenlijk door Noord- en Zuid-Korea wordt geëxploiteerd en gefinancierd is door Hyundai en de Zuid-Koreaanse overheid. Als gevolg van een Noord-Koreaanse kernproef in 2013 en de daaropvolgende spanningen werd het park gedurende vijf maanden gesloten. In februari 2016 sloot Zuid-Korea het terrein opnieuw, wederom vanwege een kernproef. Op dat moment waren ten minste 120 ondernemingen actief in Kaesŏng, veel minder dan de gehoopte 250.
Een verbindingskantoor in Kaesong, dat er is gekomen na een reeks akkoorden tussen Noord- en Zuid-Korea in 2018, is door Noord-Korea in juni 2020 opgeblazen, in het kader van ergernis over Zuid-Korea.

## Cultuur en bezienswaardigheden

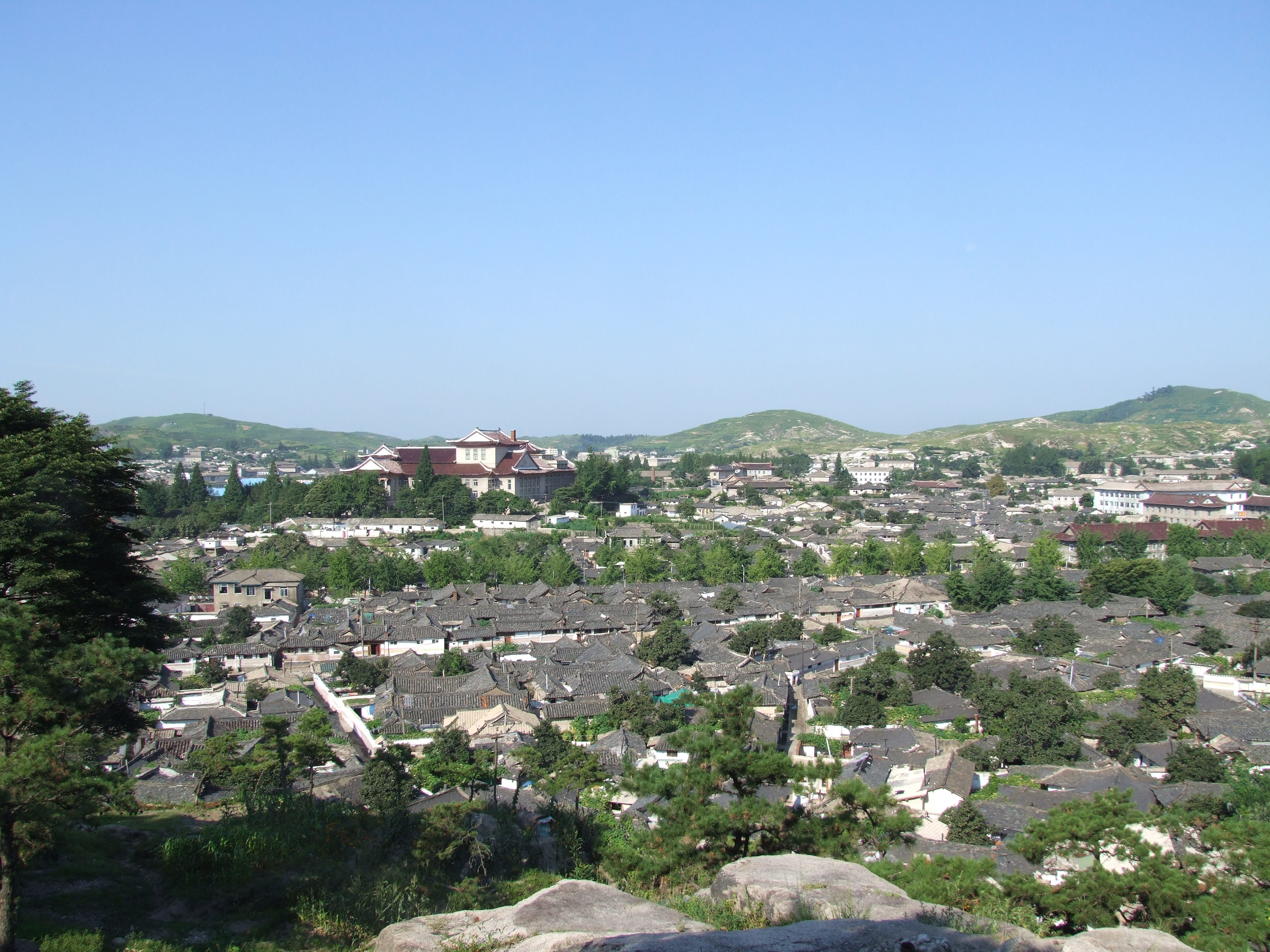
Uitzicht over het oude stadscentrum

In het centrum van de stad ligt de heuvel Chanam met monumentale beelden van Kim Il-sung en Kim Jong-Il, en een goed uitzicht over de omgeving. Daar bevindt zich ook het  Kwandok-Paviljoen (gebouwd in 1780) en aan de voet van de heuvel de Sungyang-leeszaal, oorspronkelijk de woning van de confucianisme-geleerde Chong Mong-Ju uit de 14e eeuw.
De stenen Sonjukbrug dateert uit 1216. Op deze brug liet generaal Yi Seong-gye in 1392 zijn tegenstander Chong Mong-ju vermoorden. Dit was een van de gebeurtenissen die de overgang van de Goryeo-dynastie naar de Joseondynastie markeerde. Nabij de brug werd later het Pyochung-Paviljoen gebouwd, waarin steentabletten uit 1740 en 1872 aan de loyaliteit van Chong Mong-ju aan het tot 1392 heersende geslacht Goryeo herinneren.
Twee kilometer buiten Kaesŏng ligt het complex van de Sŏnggyungwan-academie (sinds 1089 in deze functie in gebruik), waarin zich vanaf 1987 het Goreyo-museum over de tijd van het koninkrijk Goryeo bevindt. In het omliggende park werden enkele oude steenmonumenten afkomstig uit tempels elders in het land opgesteld. 
Drieëneenhalve kilometer ten noorden van de oude stadsmuur ligt het graf van Wang Geon, grondlegger van de Goryeo-dynastie. Het mausoleum is in een sierlijk landschap ingebed, een rustplaats met twee onopvallende grafheuvels met stenen beelden.
Bij de berg Songak in het noordoosten ligt de oude opgravingsplaats Manwoldae, waar het koninklijk paleis van de Goryeo-dynastie heeft gestaan. Bij de Pagyon-watervallen, 25 km naar het noorden, zijn de vestingwerken van Kŭmgang, de 10 km lange historische muur van Taehung en de Kwanum-tempel uit het jaar 970 met een pagode van zeven verdiepingen en twee marmeren Boeddhabeelden te zien.
Elf kilometer ten westen van Kaesŏng ligt het graf van Kongmin (1330–1374), de 31e koning van de Goryeo-dynastie, dat alleen door zijn grootte en het aantal sculpturen, bezienswaardig is.
In juni 2013 werden de twaalf objecten uit de tijd van de Goryeo-dynastie in de stad als UNESCO-Werelderfgoed aangemerkt. De stad wordt daarmee na het complex van Koguryo-graven, dat zich over Noord-Korea en China uitstrekt, het eerste werelderfgoed dat zich geheel in Korea bevindt.

## Economie

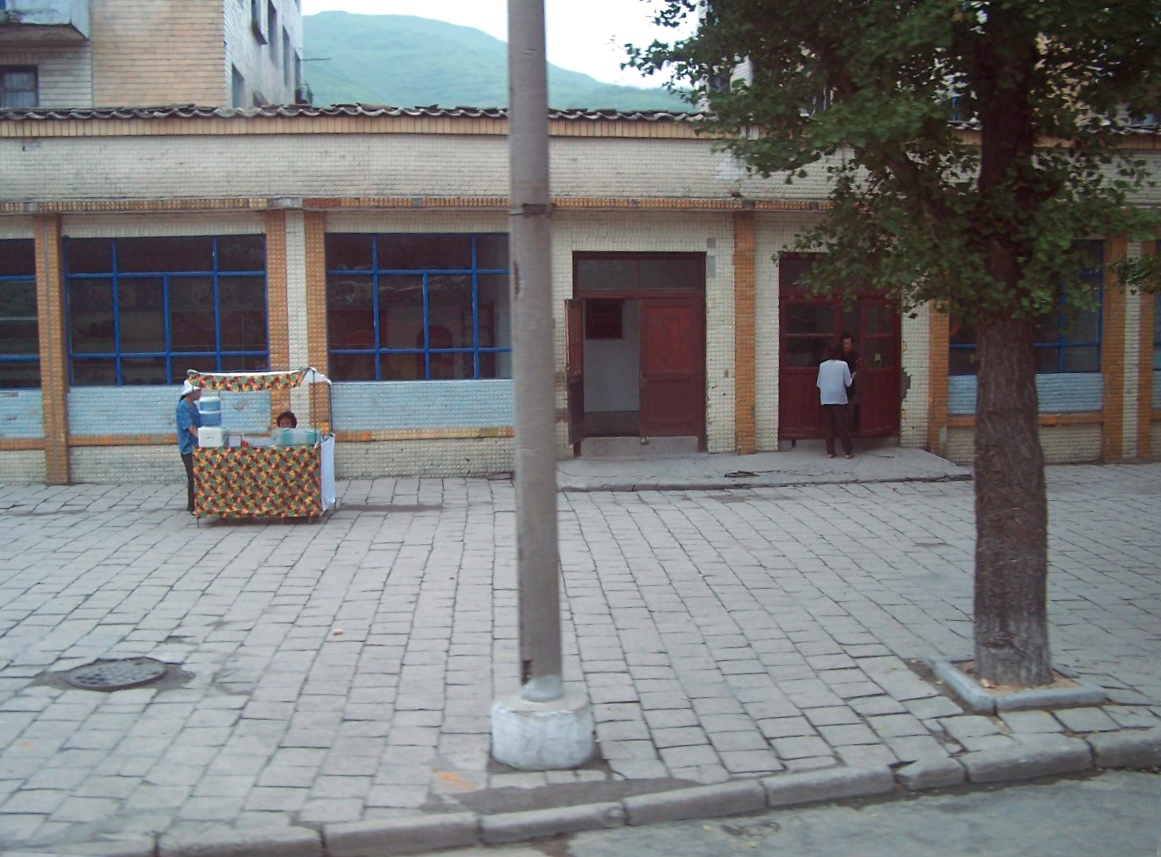
Winkel in de binnenstad

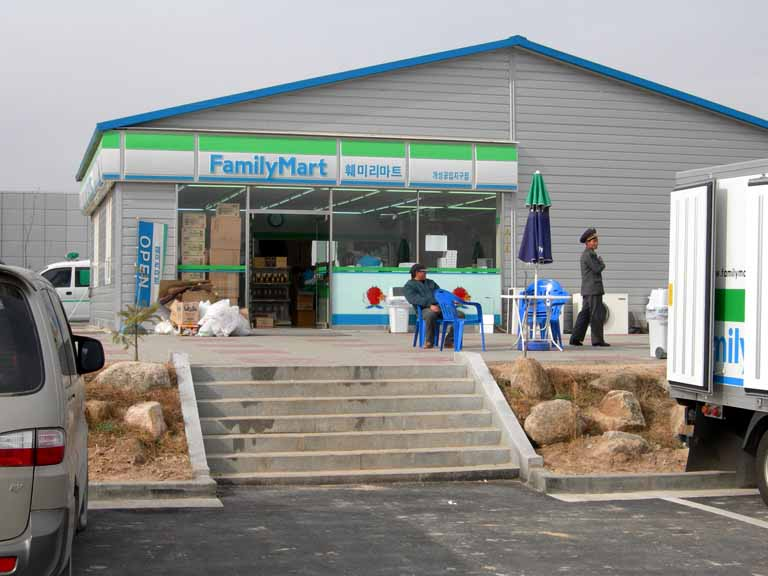
Family Mart-supermarkt in de industrieregio

In Kaesŏng bevinden zich bedrijven op het gebied van houtbewerking, lederwaren-, porselein-, levensmiddelen- en textielproductie. De omgeving van de stad wordt gebruikt voor landbouw. Er worden granen en ginseng verbouwd.
Aan het begin van de jaren 1990 werd de economie van de stad door het wegvallen van traditionele handelspartners zwaar getroffen. De totale industriële productie liep zo sterk terug dat er rond het jaar 2000 sprake was van een bijna volledige stilstand.
Om de regio te stimuleren, werd in 2002 bij de stad de Industrieregio Kaesŏng ingesteld. Het gaat daarbij om een zone die de vrije handel moet dienen. Er hebben zich vooral kleine en middelgrote ondernemingen uit Zuid-Korea gevestigd. Volgens persberichten in april 2013 waren in deze zone rond 54.000 Noord- en 1000 Zuid-Koreanen werkzaam. Na een raketproef door Noord-Korea heeft Zuid-Korea zich uit de zone teruggetrokken. Daarop werden alle Zuid-Koreanen uitgewezen en het terrein in beslaggenomen, waarop Zuid-Korea de voorziening met elektriciteit en water stopte.
Als gevolg van het in 2018 begonnen ontspanningsproces verklaarde Kim Jong-un in zijn nieuwjaarsboodschap van 2019 de bereidheid van Noord-Korea om de activiteiten op het industriecomplex zonder voorwaarden en tegenprestaties weer op te starten.

## Afbeeldingen

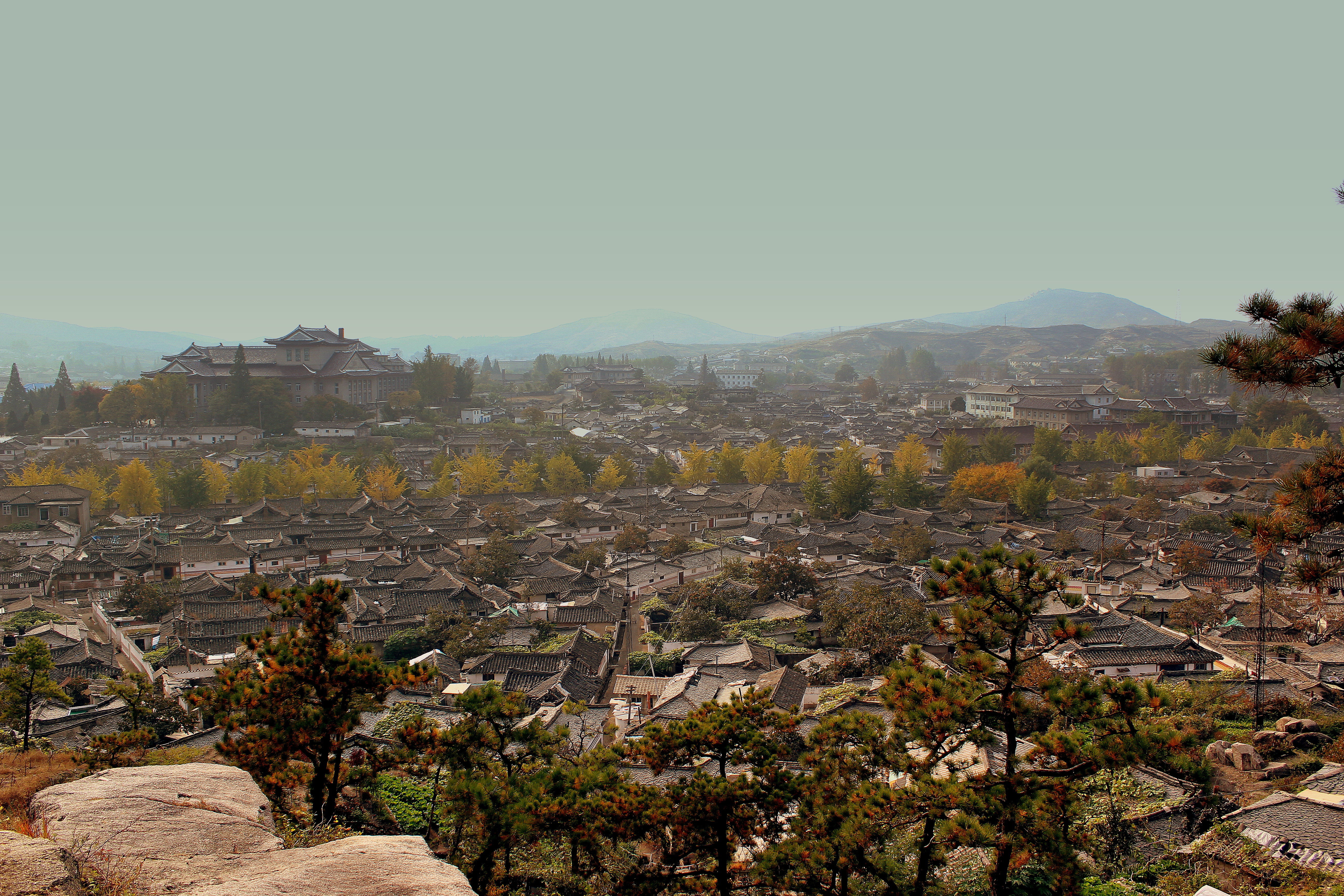
Uitzicht over de oude binnenstad
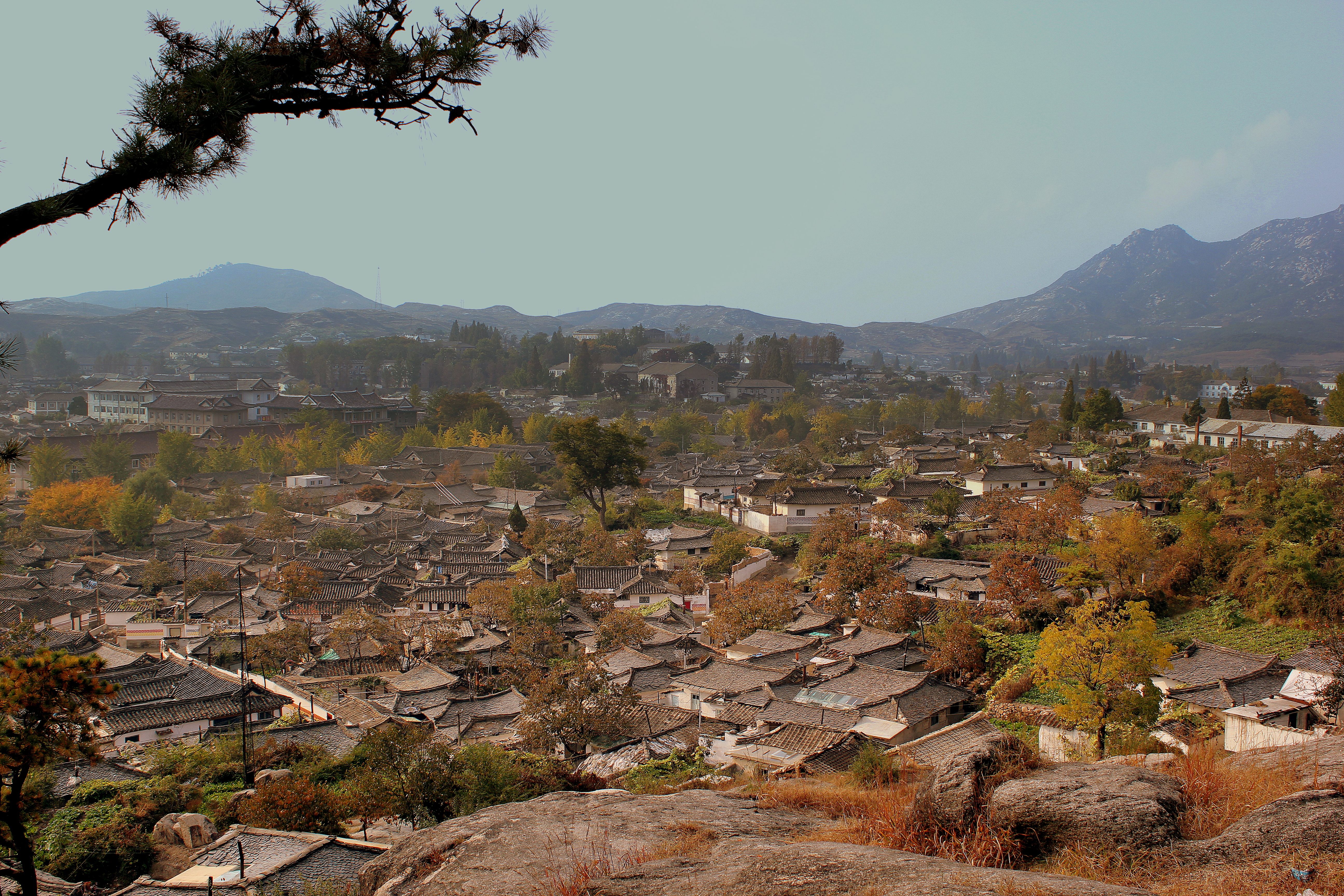
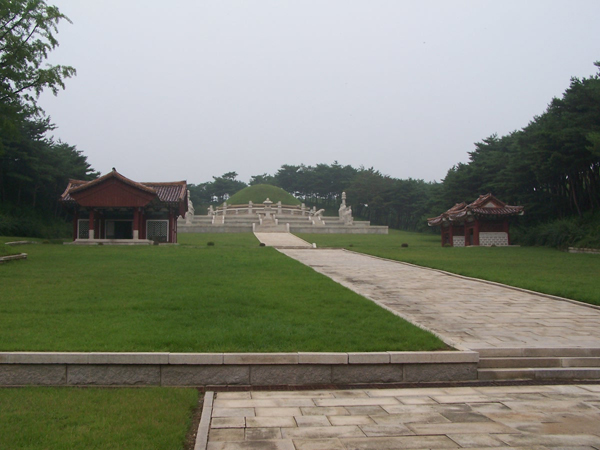
Graf van koning Wang Geon
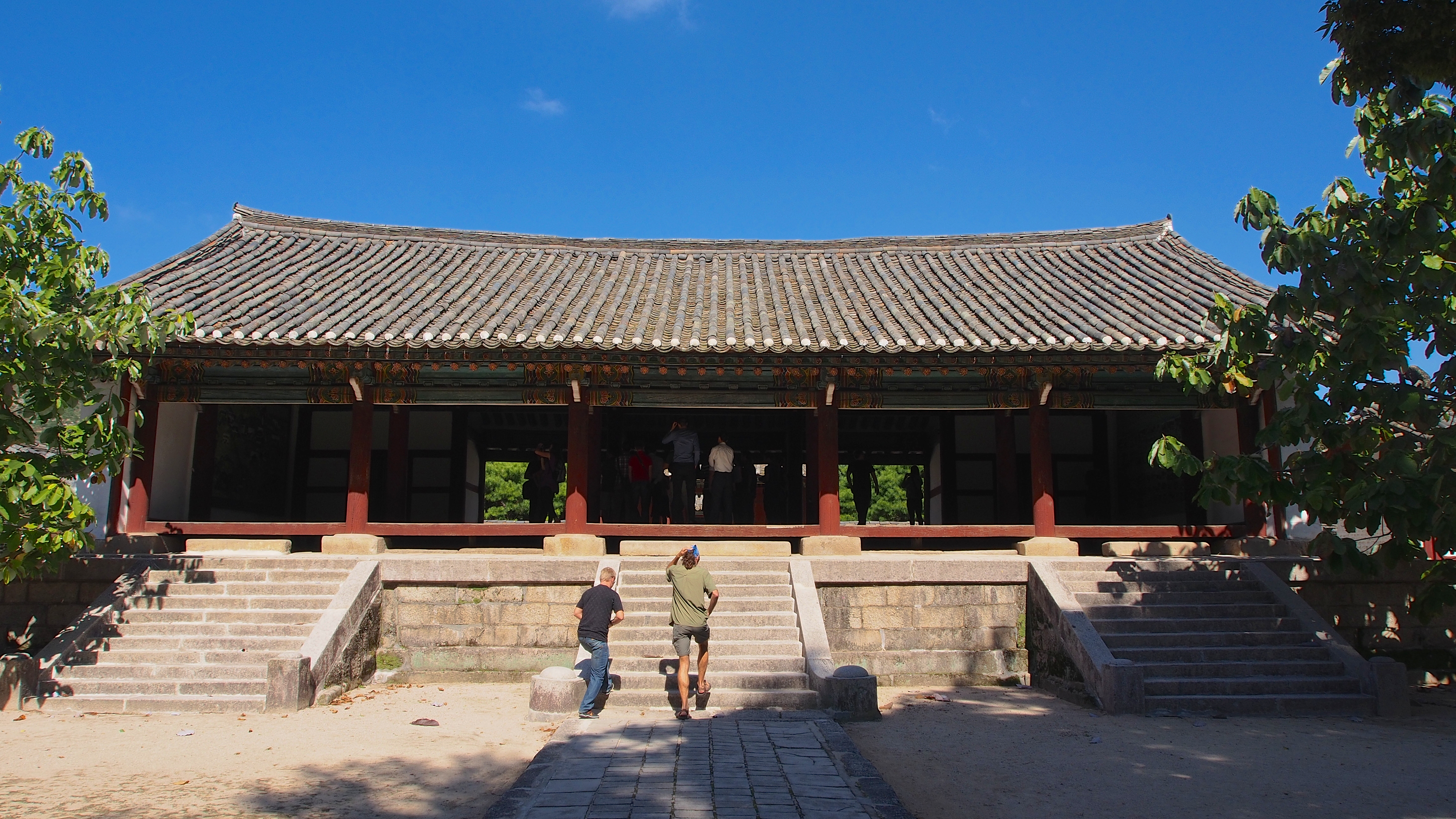
Confuciaanse tempel en school
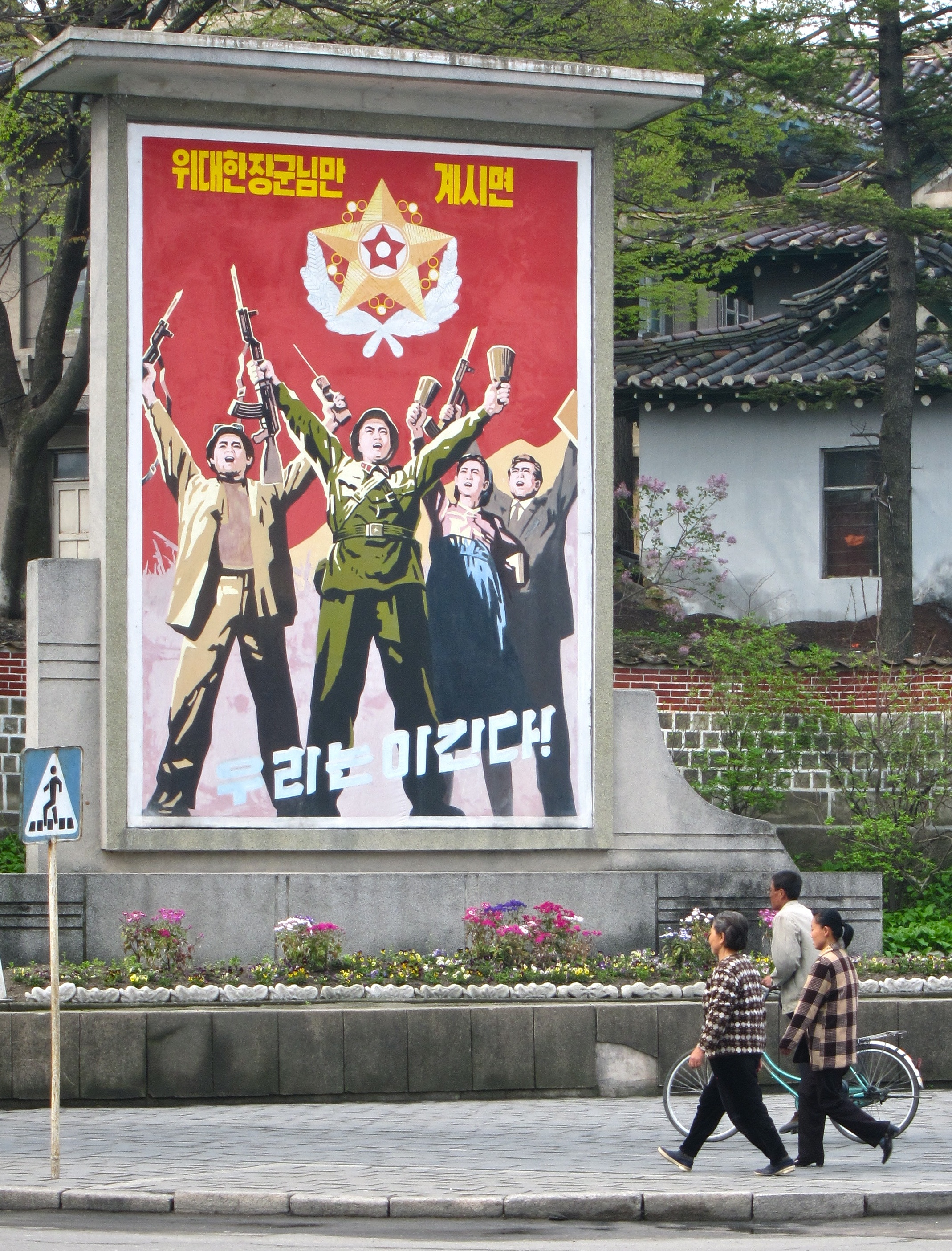
Propaganda
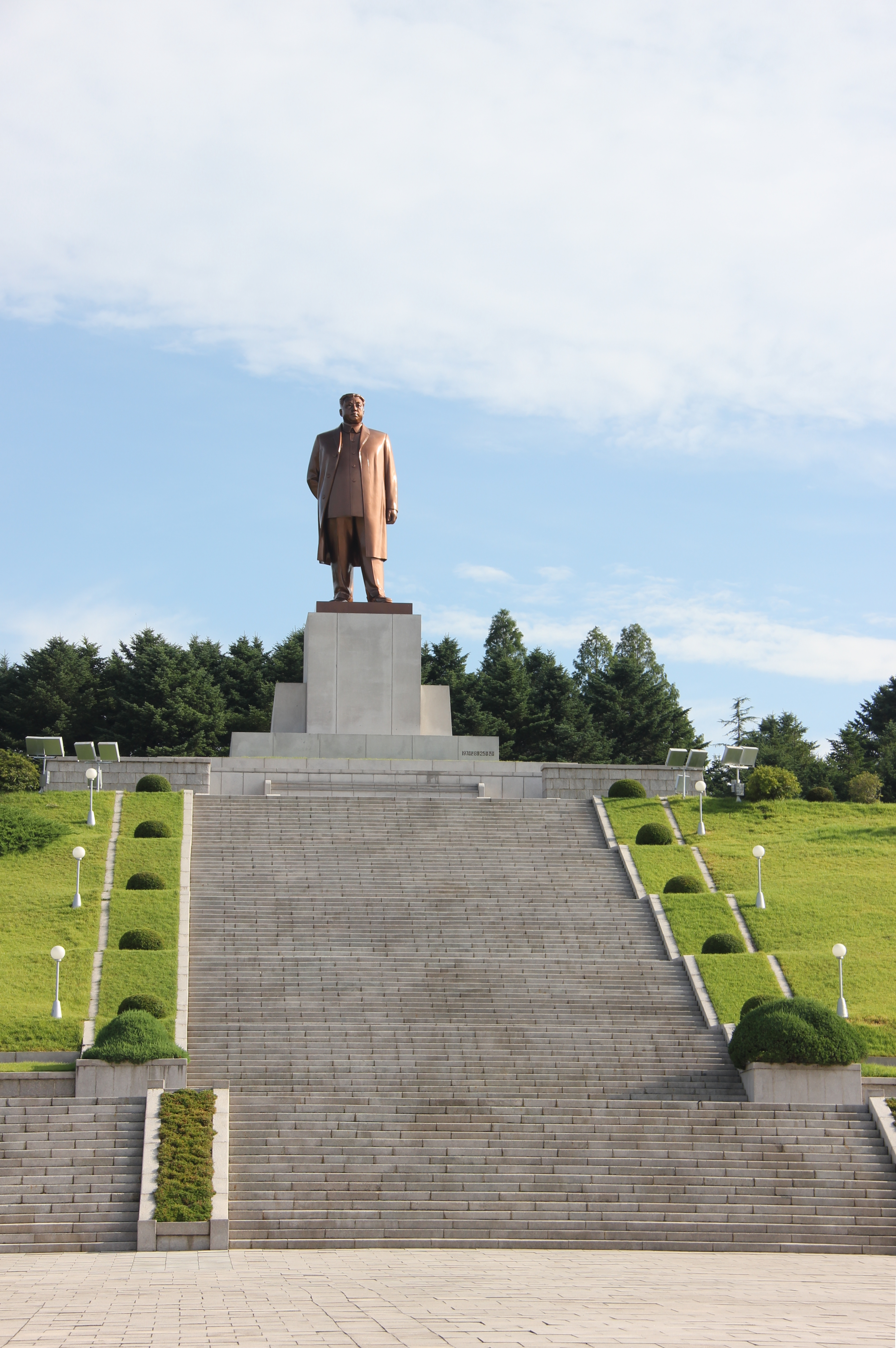
Bronzen beeld van Kim Il-sung in Kaesŏng